# Plémet
Plémet ist eine französische Gemeinde mit 3.751 Einwohnern (Stand 1. Januar 2022) im Département Côtes-d’Armor in der Region Bretagne. Sie gehört zum Arrondissement Saint-Brieuc und zum Kanton Loudéac.
Sie entstand mit Wirkung vom 1. Januar 2016 als Commune nouvelle durch die Zusammenlegung der ehemaligen Gemeinden Plémet und La Ferrière, die in der neuen Gemeinde den Status einer Commune déléguée haben. Der Verwaltungssitz befindet sich im Ort Plémet.
Die zunächst mit dem Namen Les Moulins bezeichnete Gemeinde änderte ihre Bezeichnung mit Erlass N° 2017-1744 vom 22. Dezember 2017 auf den aktuellen Namen Plémet. Sie wurde dadurch zu einer mit der Vorgängergemeinde
namensgleichen Commune nouvelle.

## Gliederung
| Ortsteil                 | ehemaliger INSEE-Code | Fläche (km²) | Einwohnerzahl zum 1. Januar 2017 |
| ------------------------ | --------------------- | ------------ | -------------------------------- |
| Plémet (Verwaltungssitz) | 22183                 | 41,00        | 3195                             |
| La Ferrière              | 22058                 | 15,64        | 0453                             |